# Шала (богиня)
Шала — шумерская, вавилонская, ассирийская, хурритская и эламская богиня. Считалась супругой бога грозы Адада, бога земледелия Дагона или бога огня Нуску, в хурритской мифологии — также супругой Куммарби. Она иногда упоминается с эпитетом ša šadî, который, возможно, указывает на её северное происхождение. Согласно MUL.APIN, в вавилонской астрологии ассоциируется с созвездием Девы.
В Шумере Шала считалась богиней зерна и сострадания. Символы зерна и сострадания объединялись, отражая важность сельского хозяйства в мифологии Шумера и веру в то, что хороший урожай является проявлением сострадания богов. Она изображалась с двуглавой булавой, украшенной львиными головами.
Именем Шалы клялись в новоассирийских вассальных договорах. В Ашшуре ей поклонялись вместе с Нисабой и Хабиру в храме Адада.